# El Sueño de Morfeo
El Sueño de Morfeo (v překladu ze španělštiny Morfeův sen) je španělská hudební skupina ze španělské provincie Asturie. Jejich hudebním stylem je pop-rock, který mísí s keltskými, folk rockovými a indie popovými prvky. Reprezentovali Španělsko na Eurovision Song Contest 2013 písní "Contigo Hasta El Final" (S tebou až do konce).

## Historie

### 2002: Začátky jako Xemá
Skupina byla původně založena v roce 2002 pod jménem Xemá a prezentovala tradiční hudbu Asturie. Jejich album nazvané Del interior bylo vydáno ještě v tomtéž roce, ale nesetkalo se ovšem s velkým úspěchem. Album bylo nahráno zatímco David Feito z Asturie a Raquel del Rosario z Kanárských ostrovů byli hudební učitelé na Colegio Internacional Meres v Sieru, Asturii spolu s kolegy učiteli Andrésem Alonsem (klávesy a akordeon) a Antón Fernández (baskytara a kytara). Když se po vydání prvního alba skupina musela rozhodnout, jestli budou stále Xemá nebo vytvoří nový projekt, rozhodli se pro druhou možnost.

### 2003—2006: "1+1 son 7" a El Sueño de Morfeo
Po Juanu Luisi Suárezu nastoupili v roce 2003 do projektu David a Requela, kteří se rozhodli najít nový název pro skupinu. Uvažovali nad jmény jako Pupitre Azul nebo La Hija del Caos, a nakonec vybrali El Sueño de Morfeo.
V roce 2004 byli na konkurzu pro španělský televizní seriál Los Serrano a dala jim demo jejich písně. Produkční společnost Globomedia je požádala o nahrání ústřední písně k seriálu 1+1 son 7, a to spolu s Fran Pereou v epizodě, která by se vysílala dne 30. července 2004. Skupina získala významný impuls od tohoto momentu ve své hudební kariéře. Dostali nahrávací smlouvu z hudebního oboru od produkční společnosti Globomedia Música.
Jejich první album El Sueño de Morfeo vyšlo v březnu 2005 a bylo produkováno Manelem Santistebanem. Pilotní singl Nunca volverá byl vydán v lednu 2005 a stal se ve Španělsku hitem. Zaujal třetí místo v žebříčku singlů na konci roku. Následující singly Ojos de cielo, Okupa de tu corazón a Esta soy yo upevnily jejich místo v žebříčcích. Podnikli turné po Španělsku s více než 100 koncerty a také promo turné v Latinské Americe. Ve stejném roce se zúčastnili nahrávání alba k poctě Duncana Dhua, kdy nahráli skladbu pojmenovanou Una calle de París.
V roce 2006 nahráli coververzi písně I Will Survive pro španělského výrobce piva Cruzcampo, pod názvem Tómate la vida.
Raquel nahrála duet s Diegem Martínem s názvem Déjame verte a El Sueño de Morfeo El Sueño de Morfeo nahráli španělskou verzi soundtracku Our Town a Reencontrar pro španělské vydání filmu Auta. V zahajovací kampani televizního kanálu La Sexta se mohli pochlubit s písní Sonrisa especial.

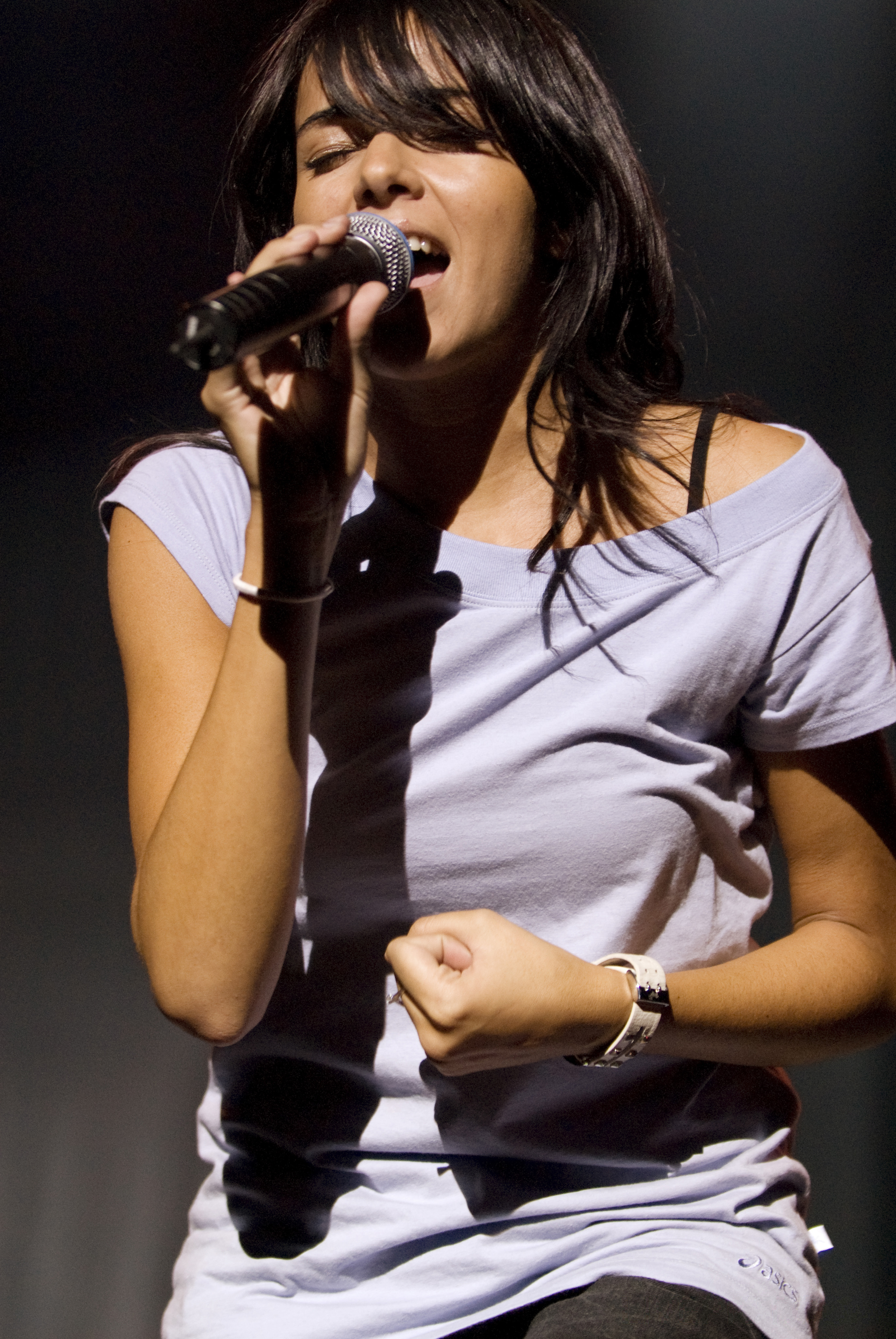
Raquel del Rosario

### 2007—2008: Nos vemos en el camino
Třetí studiové album a druhé pod novým názvem kapely El Sueño de Morfeo – Nos vemos en el camino bylo nahráno během roku 2006 a bylo vydáno v dubnu 2007. Jedna z albových skladeb "Un tunel entre tú y yo" byla uvedena, když se dodatečně vyskytla v televizním sitcomu Los Serrano. Pilotní singl z alba je "Para toda la vida" následovaný skladbou "Demasiado tarde".
Následující 2 singly byli ve spolupráci s Nekem, a byli to "Para ti sería" a "Chocar". Album bylo znovu vydáno s DVD a s obsahem nových skladeb a spoluprací s Nekem. Skupina podnikala turné napříč Španělskem v roce 2007 a uskutečnila mini-turné také v roce 2008.

### 2009—2010: Cosas que nos hacen sentir bien
Na počátku roku 2009 natočili v Los Angeles nové album. Pilotní singl "Si no estás" byl vydán v dubnu 2009 a album Cosas que nos hacen sentir bien v květnu 2009. Po pilotním singlu následovali "No sé dónde voy" a "Gente". Skupina v roce 2009 i 2010 podnikla turné po Španělsku. V roce 2010 spolupracovali s Cómplices, na nahrávání jedné z jejich nepopulárnějších písní "Es por ti" k albu na 20. výročí vzniku.

### 2011—2012: Buscamos sonrisas
Na začátku roku 2011 spolupracovali s La Musicalité na nové písni "Cuatro Elementos", která se umístila na pozici 9 v Spanish Singles Chart. V únoru 2011 se Raquel del Rosario zúčastnila spolu s Lucem Barbarossem hudebního festivalu Sanremo, kde se umístili na 5. místě se skladbou "Fino in Fondo".
Jejich čtvrté album s názvem Buscamos Sonrisas bylo nahráváno v americkém Los Angeles a produkoval jej Thom Russo. Bylo vydáno v únoru 2012, pilotní singl "Depende de ti" byl vydán v předstihu, v polovině listopadu 2011. Po vydání alba kapela uskutečnila turné akustických koncertů napříč Španělskem v divadlech a sálech.

### 2013: Eurovision Song Contest a Todos tenemos un sueño
Dne 17. prosince 2012 byla El Sueño de Morfeo interně zvolena veřejnoprávní televizí RTVE jako reprezentant Španělska na Eurovision Song Contest 2013 v Malmö. Skupina prezentovala čtyři skladby, které byly ve hře o Eurovision Song Contest 2013. Ve španělském národním kole zazpívali tři z nich. Písně „Contigo Hasta El Final“ a „Dame út Voz“ byly vybrány přímo do celostátního finále, zatímco „Atrévete“ byla vybrána prostřednictvím on-line hlasování, kde porazila píseň „Revolución“.
V národním finále, které se konalo dne 26. února 2013, byla píseň vybrána z rozložení 50% diváckého hlasování a 50% hlasů poroty. „Contigo Hasta El Final“ získala od poroty i od diváků nejvyšší počet bodů, a tak byla vybrána k reprezentaci Španělska na Eurovision Song Contest 2013. Na Eurovision Song Contest 2013 píseň získala body pouze od dvou zemí (Albánie a Itálie) a umístila se na 25. místě.
„Contigo Hasta El Final“ a další tři kandidátské písně pro Eurovision Song Contest jsou obsaženy novém albu s názvem Todos tenemos un Sueño, která byla vydána dne 7. května 2013. Na albu jsou většinově zastoupeny písně, které vzešli ze spolupráce se známými umělci jakými jsou Pastora Soler, Álex Ubago, Laura Pausini, La Musicalité a Giorgina, kteří se zasloužili o covery nejznámějších skladeb skupiny Sueno de Morfeo.

## Členové

### Stálí členové
- Zpěv: Raquel del Rosario

- Akustická kytara a vokály: David Feito Rodríguez

- Elektronická kytara: Juan Luis Suárez Garrido

### Spolupracující
- Housle: Belinda Álvarez López

- Basa: Javi Méndez

- Bubny: Israel Sánchez

- Dudy: Ricardo Soberado